# Willy Van den Bossche (boogschutter)
Willy Van den Bossche (Adegem, 22 januari 1949 - Eeklo, 11 januari 2023) was een Belgisch boogschutter.

## Levensloop
Van den Bossche behaalde brons met het Belgisch team (voorts bestaande uit Marnix Vervinck en Sven Mestdagh) op de Europese kampioenschappen van 1980. Op het EK van 1982 behaalde hij individueel zilver en met het Belgisch team (voorts bestaande uit Patrick De Koning en Marnix Vervinck) goud. Daarnaast nam hij deel aan de Olympische Zomerspelen van 1980 en 1984. Aldaar bereikte hij in 1980 de 17e plaats en in 1984 de 26e.
Van den Bossche was de eerste Belg die meer dan 1300 punten scoorde op de klassieke 'FITA-wedstrijd'. Het Belgisch record (701 pt.) op de '25 meter 3 pijlen' staat op zijn naam.